# La boda de Valentina
La boda de Valentina es una película mexicano-estadounidense de comedia romántica estrenada en 2018 dirigida por Marco Polo Constandse. Contó con un elenco de actores mexicanos y estadounidense como Marimar Vega, Omar Chaparro, Sabine Moussier, Christian Tappan, Kate Vernon y Ryan Carnes.

## Trama
Valentina Hidalgo es una mujer mexicana que tiene la vida perfecta en Boston, Estados Unidos. Se ha establecido en una rutina pacífica y estable, ha encontrado un trabajo apropiado y, ahora, se ha comprometido con su novio norteamericano, Jason Tate. Pero una vez que Jason propone celebrar la ceremonia en México, la vida de Valentina encontrará complicaciones que no había previsto. El choque cultural de ambas familias, la tranquila familia de Jason y la exótica familia de políticos católicos de Valentina, resultará caótico, además de la reaparición del exnovio de la chica, Ángel Hernández, que regresará para hacerle la vida imposible a Jason y a plantear nuevas dudas en su decisión.

## Reparto
- Marimar Vega como Valentina Hidalgo González
- Omar Chaparro como Ángel Hernández
- Ryan Carnes como Jason Tate
- Christian Tappan como Demetrio
- Sabine Moussier como Oralia
- Kate Vernon
- Melanie Tate
- María Rojo
- Luz Evelia
- Santiago Michel como Toñito
- Tony Dalton
- Adrián Corcuera
- Yolanda Abbud L. como Rosita
- Marco Antonio Aguirre como Marco
- Amparo Barcia como Voluntaria
- Kevin Bertram como Corcuerito
- Alejandro Cacho
- Álvaro Carcaño como Don Fidel
- Rodrigo Corea como Jefe de Ambulantes
- Laura de Ita como Oficial de Migración
- Coral de la Vega como Becaria